# Holdi plakettek

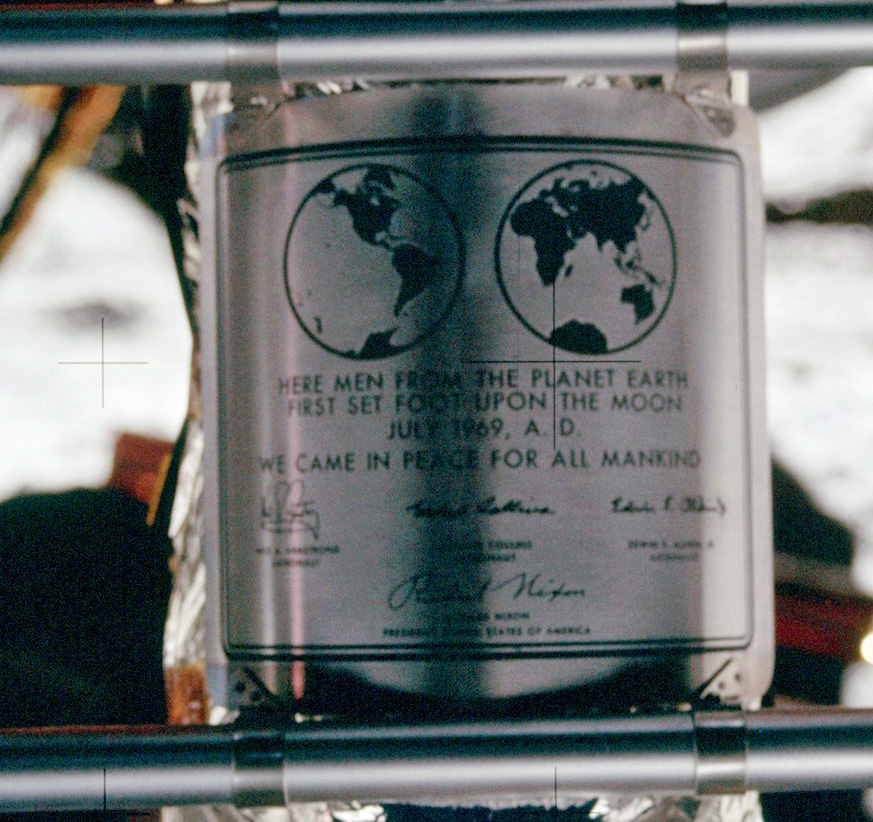
Az Apollo–11 emléktáblája a Holdon

A holdi plakettek az Apollo-program során a Holdon hagyott emléktáblák, amelyeket az Apollo holdkompok szállítottak a holdfelszínre és az Egyesült Államok űrhajósai lepleztek le, hogy az utókort a Hold első elérésére és arra a programra emlékeztessék, amely ezt lehetővé tette. Összesen hat plakett áll ma a holdfelszínen, amelyet a program Apollo–11-től az Apollo–17-ig tartó sorában vittek a hat leszállóhelyre.
A plakettek életre hívását egy külön erre létrehozott bizottság, a Szimbolikus Tevékenységek Tanácsa a Holdra Szálláshoz javasolta más egyéb relikviák mellett, majd a tervezését és létrehozását Jack Kinzler, a Manned Spacecraft Center (Ma: Lyndon B. Johnson Űrközpont) műszaki vezetője irányította. Mindegyik plakett tartalmaz szöveget – az első és az utolsó Holdra szállás űrhajóján elhelyezett hosszabb üzenetet, míg a köztes küldetéseké csak a repülés megjelölését, illetve magukon viselik az őket Holdra szállító űrhajósok nevét és aláírását, szintén az első és utolsó esetben kiegészülve Richard Nixon egykori amerikai elnök nevével és aláírásával, valamint egy (az Apollo–12) kivételével a Föld két féltekéjének grafikáját.
A két, fontosabb üzenetet is megfogalmazó felirat utalt a Hold felfedezésének kezdetére, illetve Apollo-programbeli végére, valamint arra, hogy mindezen expedíciók a világűr békés célú felhasználásának ideájával érkeztek a holdfelszínre.

## Eredete

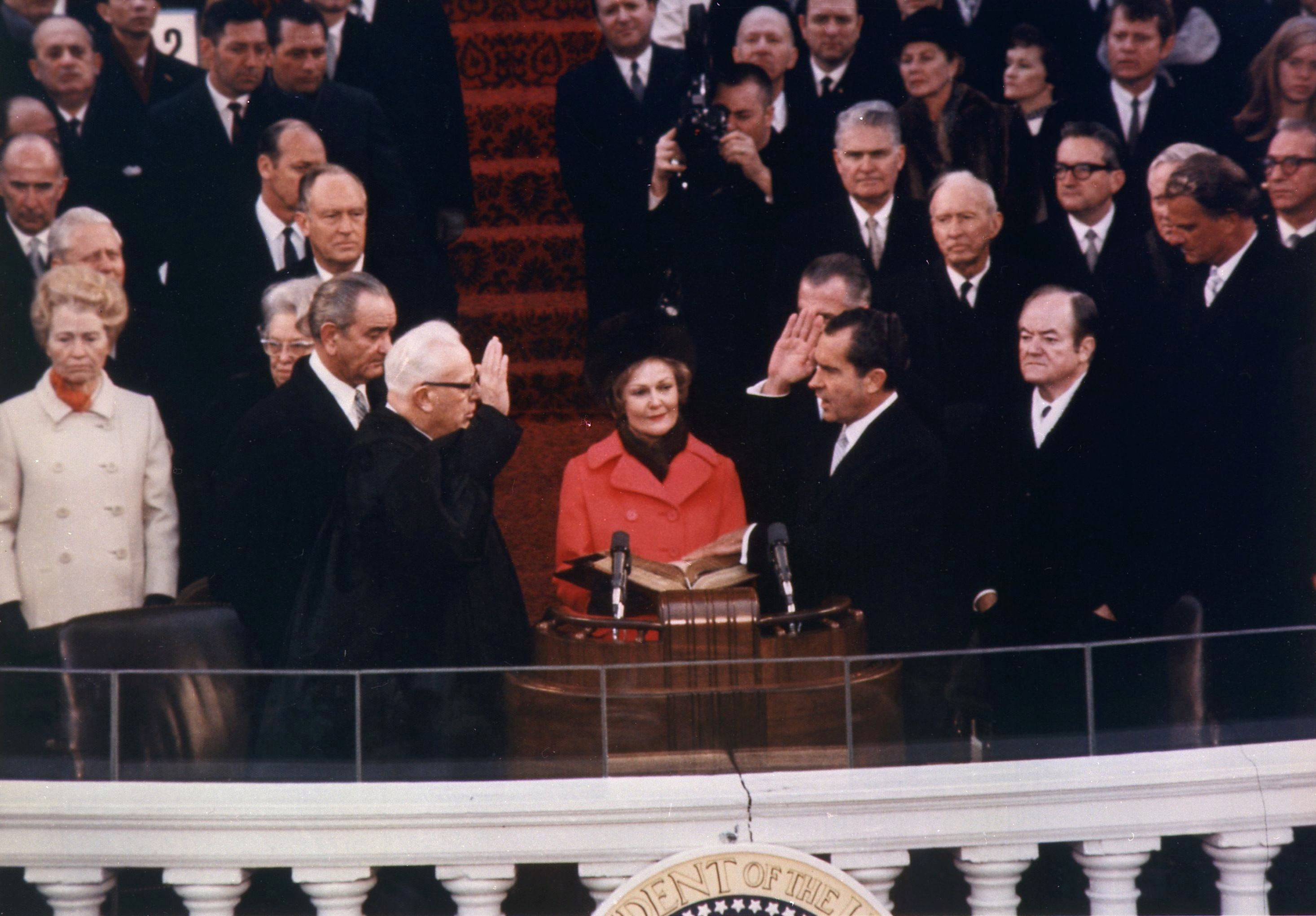
Richard Nixon, az Egyesült Államok 37. elnöke a beiktatásán

A Hold ember általi meghódítását John F. Kennedy elnök tűzte célul 1961-es kongresszusi beszédében, ám a végrehajtása már a politikai ellenfél, Richard Nixon kormányzási idejére csúszott, így Nixonnak kellett pontosítania ennek a „hódításnak” a mikéntjét. Ezt az 1969-es beiktatási beszédében tette meg, amelyben a Holdra a következőkben tért ki:
„Ahogy felfedezzük a világűr mélységeit, tegyük hát azt meg együtt – nem egy új világ meghódításaként, de mint egy új kalandként, amin osztozunk.”
Ezzel Nixon mintegy tisztázta a szándékot, hogy a világűrszerződés értelmében a Holdra elsőként lépő USA sem támaszt semmilyen területi igényt vagy tulajdonjogot holdi területekre, hanem a felfedezés kedvéért teszi azt az Apollo-programban, amit tesz.  Azonban az elnök mondata egy gondolatot indított el a NASA berkeiben. Felvetődött, egy ENSZ-zászlót kellene felállítani a Holdon. A NASA felső vezetésében meg is szondázták ezt az ötletet, ahol azonban nagyarányú támogatásra tett szert az a gondolat, hogy amerikai zászlót vigyenek magukkal az űrhajósok. Deke Slayton – a NASA személyzetekért felelős (kvázi HR) igazgatójaként – körvonalazta is: az űrhajósok vihetnek magukkal szimbolikus tárgyakat mindaddig, amíg az nem befolyásolja a tréningek időbeosztását és hogy maguk a tárgyak pedig megfelelnek a méretbeli és súlybeli kitételeknek. Thomas O. Paine, a NASA regnáló főigazgatója pedig 1969. február 25-én megalapította a Szimbolikus Tevékenységek Tanácsa a Holdra Szálláshoz elnevezésű bizottságot, amelynek elnökének Willis Shapley-t nevezte ki. Paine intenciói szerint olyan szimbolikus tevékenységeket kellett találni, amelyek nem sodorják veszélybe a legénység biztonságát, illetve nem zavarják semmilyen módon az expedíció célkitűzéseit, mindezt úgy, hogy „jelezzük, hogy az első holdi leszállás egy történelmi előrelépés az egész emberiségnek, amelyet az Egyesült Államok hajtott végre”.
A bizottság a munkája végén háromféle típusú szimbolikáról döntött, amelyeket a Holdra lehet vinni: olyan tárgyak, amelyeket a Holdra visznek és ott is hagynak, olyanok, amelyeket a holdkompra szerelnek és azzal együtt maradnak a Holdon, végül pedig olyanok, amelyeket elvisznek a Holdra, majd haza is hozzák őket. A Holdon hagyott tárgyak között több opciót is megfontolt a bizottság, ezek között volt, hogy ENSZ zászlót, az Egyesült Államok zászlaját, illetve egy csokor miniatűr zászlót visznek, amelyek a Föld összes országát jelképezik, illetve voltak más, a megemlékezést szimbolizáló tárgyak is. A bizottság munkáját a Smithsonian Intézet, a Kongresszusi Könyvtár, az Egyesült Államok Nemzeti Archívuma és a NASA Történelmi Tanácsadó Bizottsága, illetve a Kongresszus bizottságainak munkatársai segítették. Az összes, a bizottság elé beérkező javaslat közül a legtöbb az USA zászlaját ajánlotta.
Ennek alapján a bizottság azt javasoltak, hogy állítsák fel a Holdon az Egyesült Államok zászlaját, valamint legyen a holdkomp lábára installálva egy plakett, amelyen a következő szöveg szerepel: „Itt vetette meg a lábát az ember a Föld nevű bolygóról érkezvén először a Holdon 1969 júliusában A.D.”

## Kialakítása
A holdi plakettek megalkotására – az amerikai zászlóval és más szimbolikus tárgyakkal egyetemben – három hónappal az Apollo–11 1969 júliusára tervezett útja előtt adta ki az utasítást Robert Gilruth a Manned Spacecraft Center igazgatója és egyben a NASA főigazgatója által életre hívott Szimbolikus Tevékenységek Tanácsa elnöke. Utasításában Gilruth Jack Kinzlert – vagy ahogy NASA-szerte ismert volt, Mr. Fix It-et (Mr. Megoldja, vagy Mr. Megjavítja), a MSC műszaki vezetőjét kérte fel a feladat koordinálására. A terv néhány nap alatt elkészült, amelyben Kinzler segítségére volt Dave McCraw, a helyettes műszaki vezető is, amelynek során a javaslat nyomán megtervezték és felügyelték a holdkomp lábán elhelyezett plakett munkálatait is.
A plakettek 22,9 magas és 19,4 cm széles alumínium lemezek voltak, amelyeket domborúra hajtottak, a hajlat olyan mértékű volt, hogy mögötte éppen elférjen a holdkomp leszállólába és a plakett nem álljon ki a leszálló létra síkjából, hogy ne akadályozza a létrán lefelé lépdelő űrhajósokat a mozgásban. A plakettek négy sarjkára négy fület erősítették és ezekkel a fülekkel rögzítették a létra harmadik és negyedik fokához szilárdan az emléktáblát. A döntés értelmében az összes Holdra szálló expedíció vitt magával egy-egy plakettet a Holdra. Mindegyik plaketten gravírozott feliratokat, aláírásokat és ábrákat helyeztek el. Ennek alapján az Apollo–11 egy hosszabb szövegű üzenetet vitt magával:„Itt vetette meg a lábát az ember a Föld nevű bolygóról érkezvén először a Holdon 1969 júliusában A.D.”. Az üzenet az Apollo-program kezdetére és a sikeres első leszállásra utalt. Ugyanígy az utolsó leszállás, az Apollo–17 is hosszabb szövegű üzenetet vitt: „Itt fejezte be az Ember a Hold első felfedezését 1972 decemberében, A.D. Talán a béke szellem, amellyel érkeztünk áthatja az egész emberiség életét.” Az első és utolsó leszállás expedíciója közötti repülések plakettjein egyszerűen csak a repülés megjelölése (Apollo–12...13...14...15...16) állt. Mindegyik plaketten szerepelt az azt szállító legénység tagjainak aláírása, az Apollo–11 és az Apollo–17 esetében kiegészülve az amerikai elnök, Richard Nixon kézjegyével is. Végül az Apollo–12 kivételével – amelyen nem helyeztek el a szövegen kívül semmilyen ábrát – az összes Holdra szálláson felvitt plaketteken a Föld két félgömbjének gravírozott ábrája szerepel, amelyet az egyetlen Apollo–17 esetében a két félgömb között kiegészített a Hold méretarányos innenső oldalának képe is, amelyen feltüntették az összes Holdra szállás leszállási pontjait is. Az Apollo–13 esetében két plakett készült, mivel az utolsó pillanatban a legénység egyik tagját (Ken Mattinglyt) kényszerűen lecserélték (Jack Swigertre) így az új aláírással új plakettet kellett készíteni, ám ez a példány sem jutott el a holdfelszínre az expedíció kudarca miatt.
Az emléktáblákon szereplő szövegek esetében az Apollo–11 tábláján szereplő mondatok írójaként Noxon beszédíróját, James C. Humest jelölik meg a források szerzőként, akinek a munkáját William Safire és Pat Buchanan is segítette. Utóbbi tényhez hozzátartozik egy furcsa fintor is, amelyre maga William Safire hívta fel a figyelmet egy 1989-es megemlékezésében: az A.D. helytelenül szerepel az emléktáblán, mivel azt helyesen az évszám elé és nem mögé kellett volna írni. Önirónikusan úgy nyilatkozott erről a hibáról: „Az ember segít, hogy a földlakók első jelét elhelyezzük egy másik égitesten, aztán az egy égbekiáltó nyelvtani hibát tartalmaz.” A plaketteket a los angelesi Nelson-Miller cég gyártotta és szállította le a NASA-nak. Később a platekket másolatait helyezték el emlékként az USA különböző nagykövetségein a repüléseket követően.

## A Holdon hagyott plakettek
- Apollo–11. Felirat: „Itt vetette meg a lábát az ember a Föld nevű bolygóról érkezvén először a Holdon 1969 júliusában A.D. Békével jöttünk, az egész emberiség nevében”. A szöveg „békével jöttünk, az egész emberiség nevében” fordulata az 1958-as, a NASA-t életre hívó törvényből eredeztethető, amely a következőket mondja ki: „A Kongresszus ezennel kinyilvánítja, hogy az Egyesült Államok politikája szerint az az űrtevékenységet békés jelleggel, az emberiség javára kell végezni.”. Aláírók: Neil A. Armstrong, Michael Collins és Edwin E. Aldrin, valamint Richard Nixon az Amerikai Egyesült Államok elnöke
- Apollo–12. Felirat: Apollo 12, 1969. november. Aláírók: Charles Conrad Jr, Richard F. Gordon és Alan L. Bean
- Apollo–13. Felirat: Apollo 13 Aquarius, 1970. április. Aláírók: az eredeti plaketté: James A. Lovell, Tjomas K. Mattingly és Fred W. Haise; a lecserélt plaketté: John Swigert neve és aláírása váltotta fel Ken Mattinglyét. A cseredarabot már nem volt idő a holdkompon felcserélni, azt az űrhajó kabinjában vitték volna magukkal, majd Lovell helyezte volna az eredeti fölé, amikor leereszkedik a létrán. Ám végül nem került sor a leszállásra, így Lovell eltette a plakettet és mint szuvenír, megtartotta, míg az eredeti darab Mattingly nevével megsemmisült, amikor az Aquarius belépett a Föld légkörébe és elégett.
- Apollo–14. Felirat: Apollo 14 Antares, 1971. február. Aláírók: Alan B. Shepard Jr, Stuart A. Roosa és Edgar D. Mitchell
- Apollo–15. Felirat: Apollo 15 Falcon, 1971 július. Aláírók: David R. Scott, Alfred M Worden és James B. Irwin
- Apollo–16. Felirat: Apollo 16 Orion, 1972. április. Aláírók: John W. Young, Thomas K. Mattingly és Charles M. Duke Jr
- Apollo–17. Felirat: „Itt fejezte be az Ember a Hold első felfedezését 1972 decemberében, A.D. Talán a béke szelleme, amellyel érkeztünk áthatja az egész emberiség életét.” Aláírók: Eugene A. Cernan, Ronald E. Evans és Harrison H. Schmitt, valamint Richard Nixon az Amerikai Egyesült Államok elnöke

## Galéria

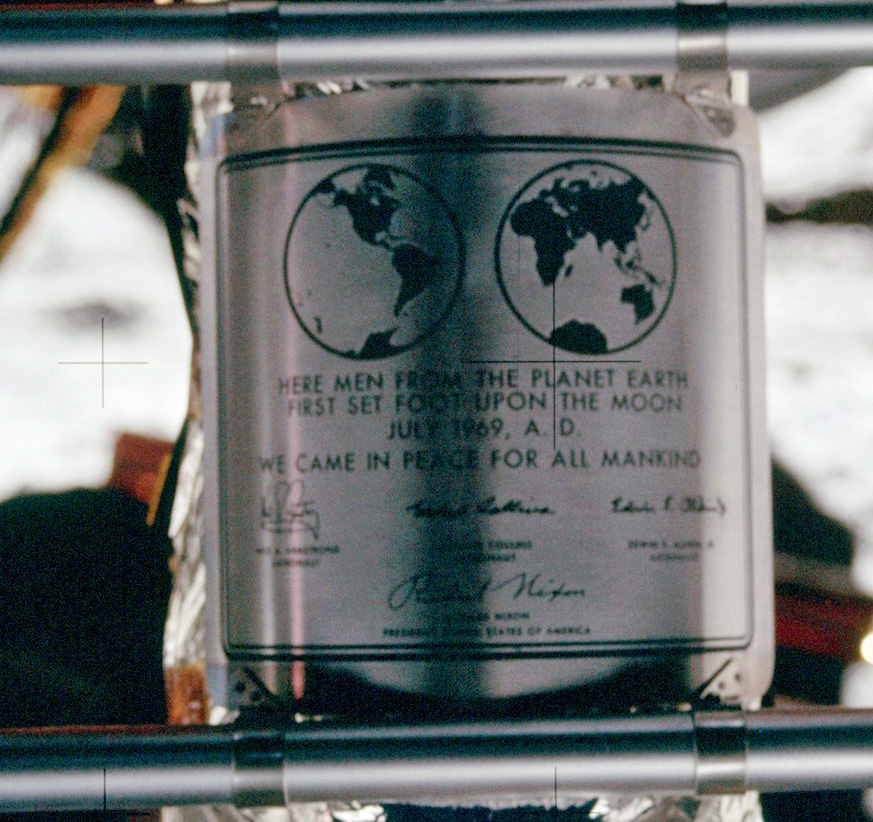
Közelkép a Holdon álló Eagle plaketjéről az Apollo–11-ről
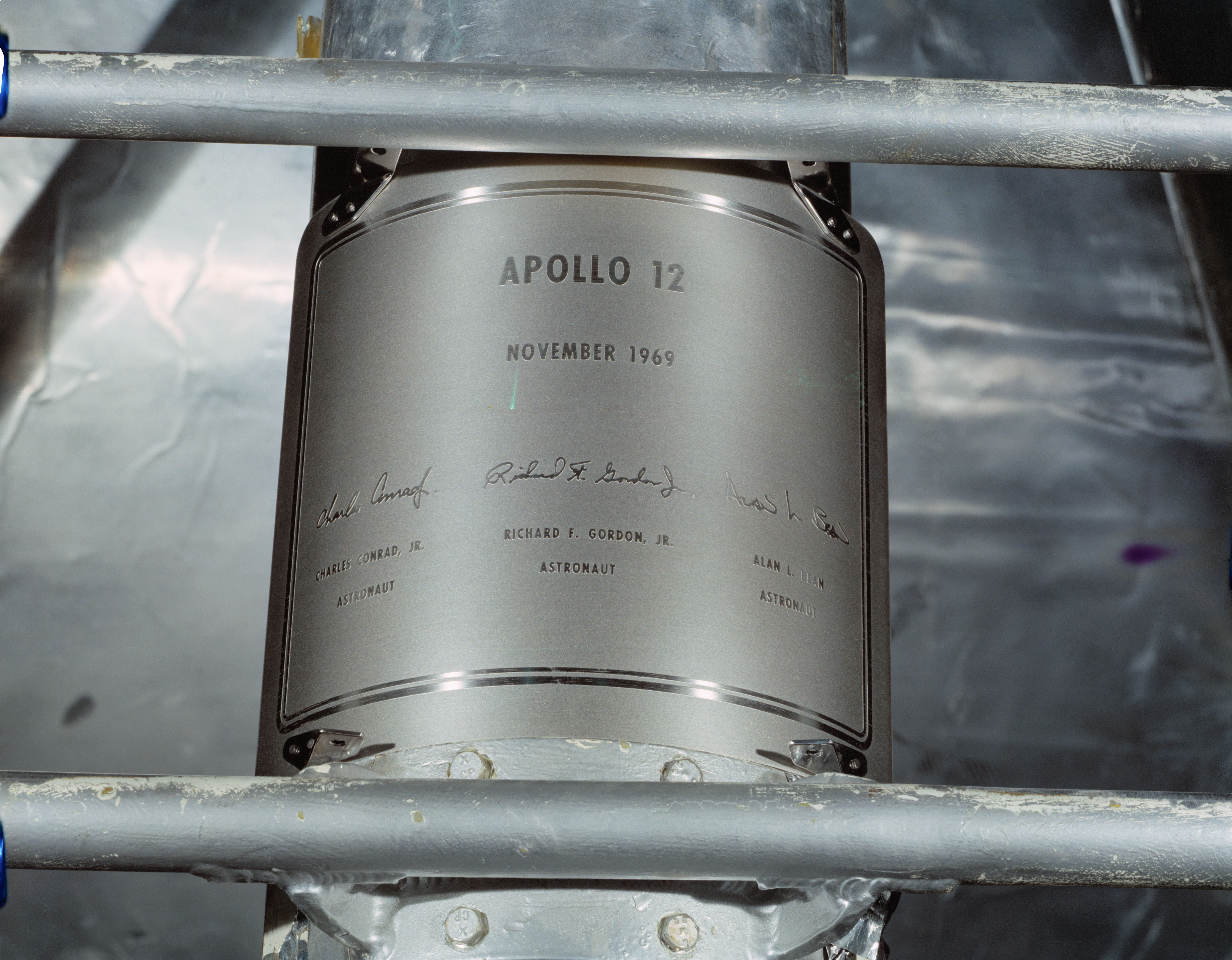
Az Apollo–12 emléktáblájának egy másolata, amelynek eredetijét Pete Conrad és Alan Bean szállította a Holdra
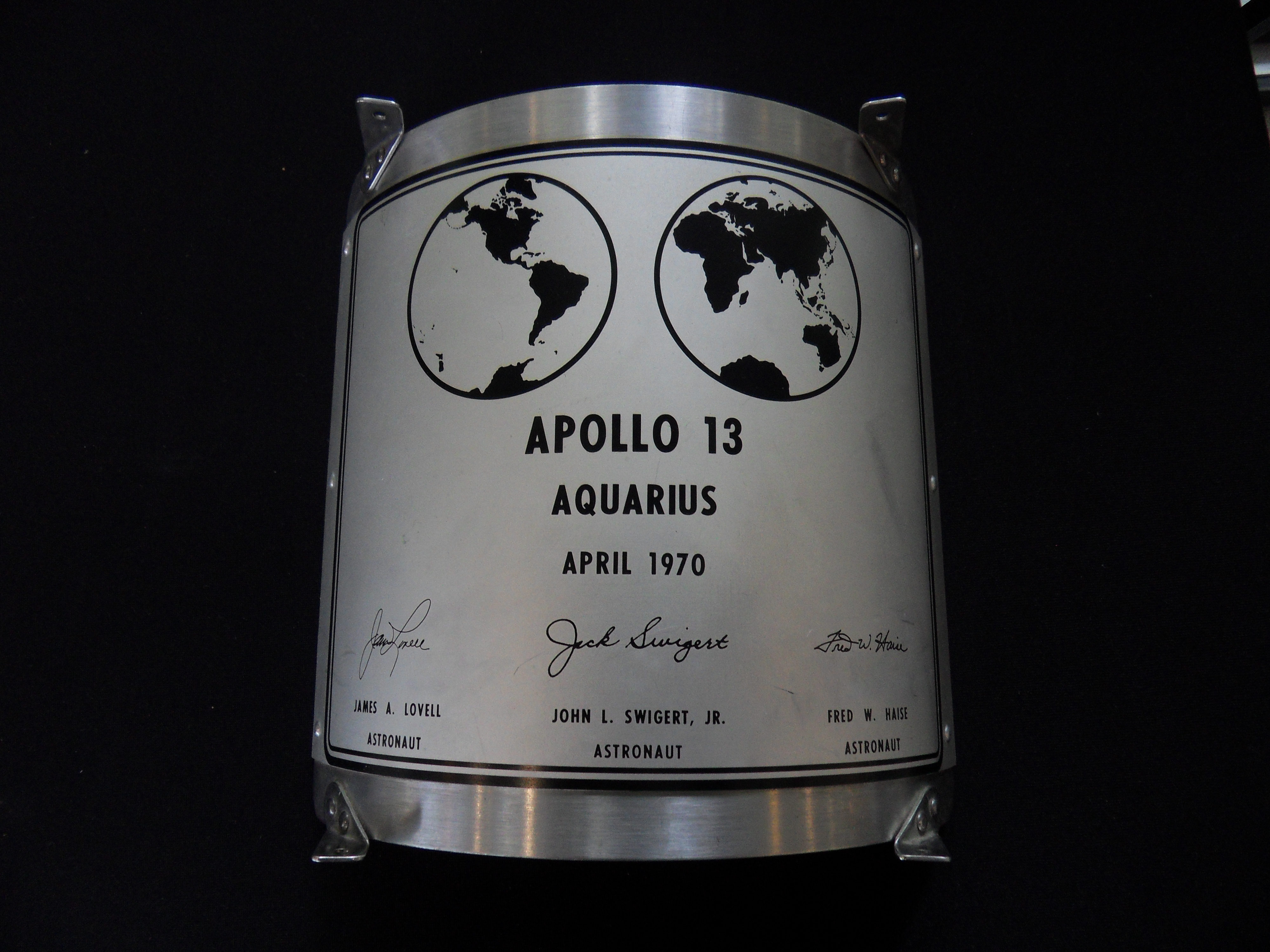
Az Apollo–13 plakettjének másolati példánya, amelyen már Jack Swigert aláírása látható (az eredeti Jim Lovell birtokában van)
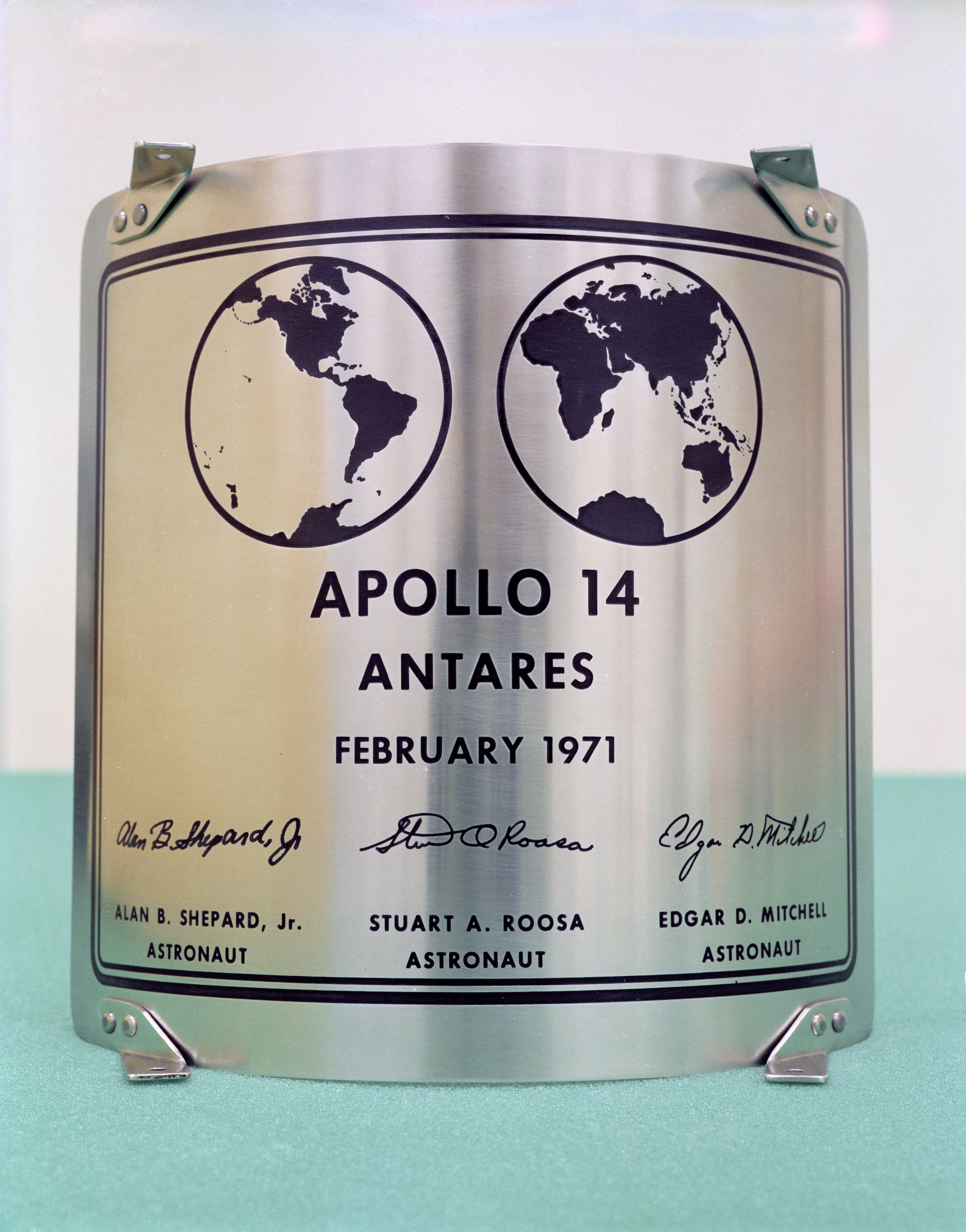
Az Apollo–14 plakettje (másolat)
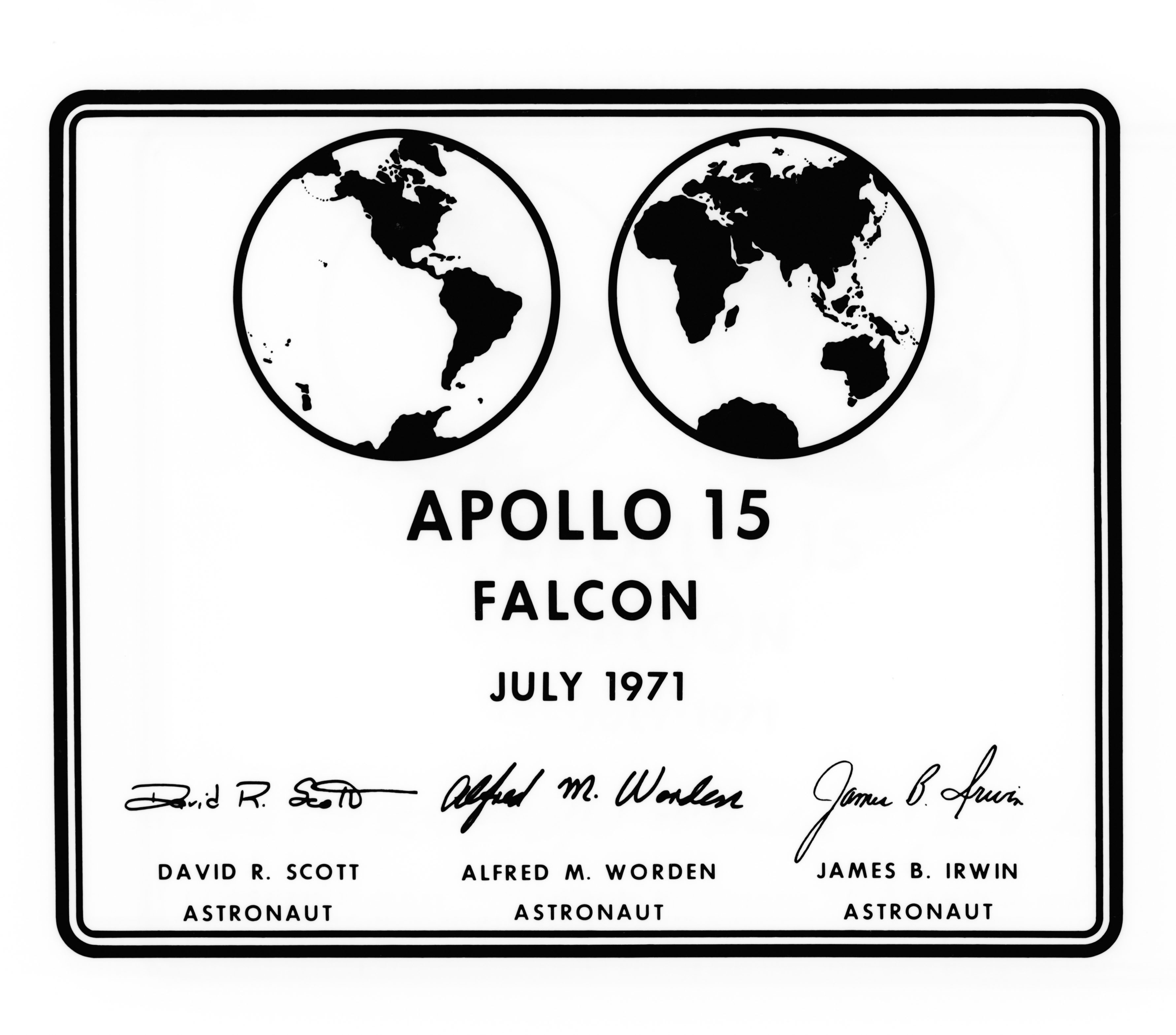
Az Apollo–15 emléktáblájának grafikája
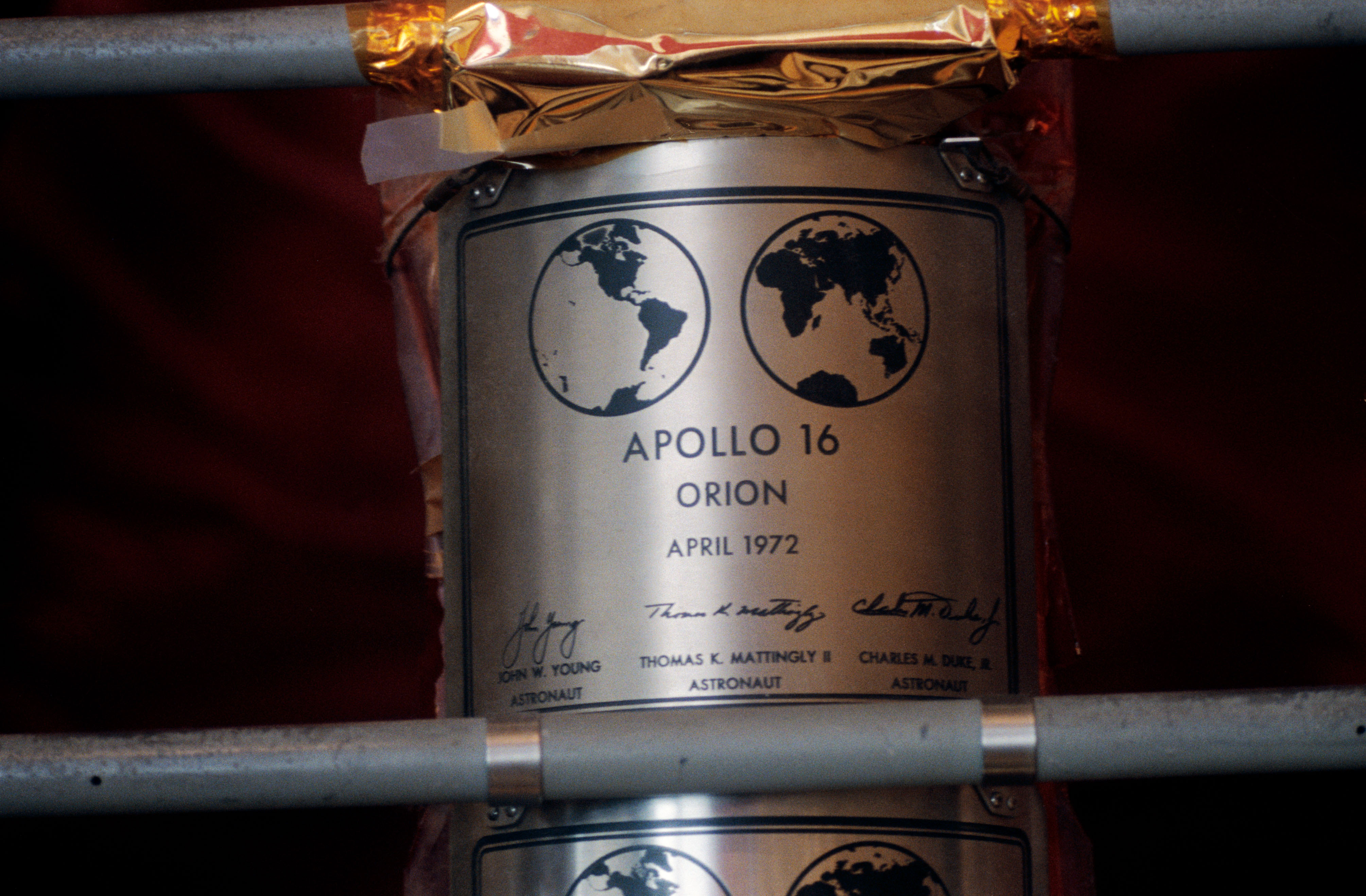
Az Apollo–16 űrhajósai által a Holdra vitt példány, már helyére szerelve, de még a földi start előtt
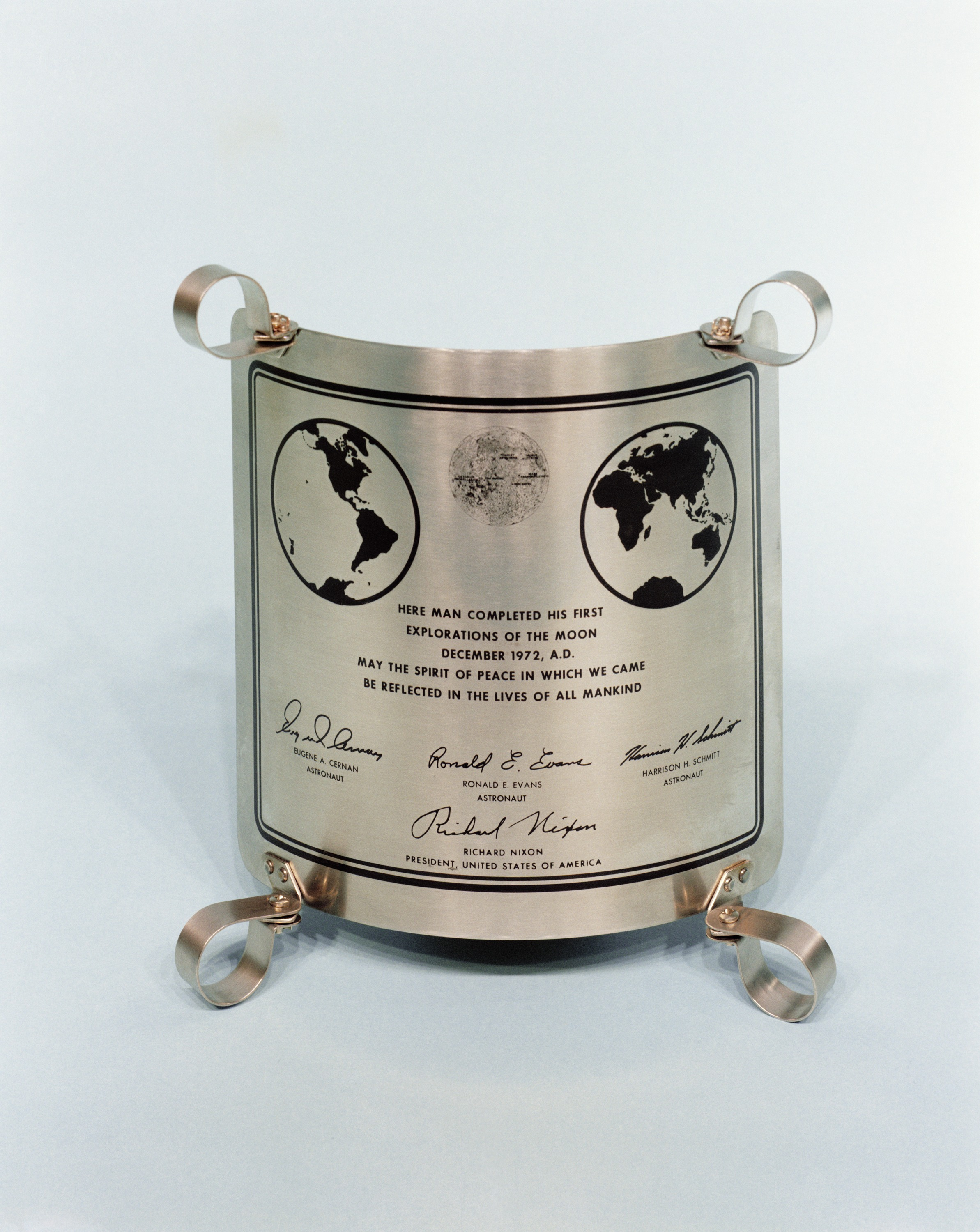
Az utolsó Holdra vitt plakett, az Apollo–17-é